# Giovanni Battista Scanaroli
Giovanni Battista Scanaroli ou Giovanni Battista Scannaroli (1579 – 10 de setembro de 1664) foi um prelado católico romano que serviu como bispo titular de Sidon (1630–1664).

## Biografia
Giovanni Battista Scanaroli nasceu em Modena, na Itália, em 1579. No dia 17 de dezembro de 1622, foi ordenado sacerdote por Ferdinand Boschetti, Arcebispo Titular de Diocesarea na Palestina.
A 15 de julho de 1630, foi nomeado durante o papado de Urbano VIII como Bispo Titular de Sidon. No dia 7 de outubro de 1630, foi consagrado bispo por Luigi Caetani, Cardeal-Sacerdote de Santa Pudenziana, na Capela do Palácio de Montecavallo, com Antonio Ricciulli, Bispo Emérito de Belcastro, e Benedetto Landi, Bispo de Fossombrone, servindo como co-consagradores. Serviu como Bispo Titular de Sidon até à sua morte.
Faleceu a 10 de setembro de 1664 em Roma e foi sepultado no Pórtico Leonino da Basílica de Latrão.

## Funciona
- Giovanni Battista Scanaroli (1655). De visitatione carceratorum (em latim). Roma: [s.n.]